# Gandalu, Mandya
Gandalu là một làng thuộc tehsil Mandya, huyện Mandya, bang Karnataka, Ấn Độ.